# Hiperkineza
Hiperkineza je naziv koji označava simptome i znakove koji nastaju zbog abnormalno pojačane aktivnosti jednog ili više mišića ili motoričkih jedinica. Hiperkineze se mogu javiti u različitim oblicima i najčešće su simptom neke bolesti. Hiperkineze se obično dijele na ritmične i neritmične. 
Neki od oblika hiperkineze:
- tremor
- nistagmus
- tonički grč
- kramp
- tik
- koreja
- hemibalizam (i balizam)
- atetoza
- pseudoatetoza
- koreoatetoza
- distonija
- fascikulacija
- fibrilacija
- miokimija
- mioklonija